# С. А. Чакраборти
С. А. Чакраборти (на английски: S. A. Chakraborty) е американска писателка на произведения в жанра историческо фентъзи и научна фантастика.

## Биография и творчество
Шанън Али Чакраборти е родена на 7 декември 1985 г. в Ню Джърси, САЩ. Макар да е родена в семейство на католици, се интересува от исляма в тийнейджърските си години и развива интерес към Близкия изток. Следва международни отношения и средновековна история в Американския университет в Кайро, Египет. След дипломирането си решава да специализира в областта на Близкия изток, но заради финансовата криза около 2008 г. остава без работа. Премества се в Бруклин и работи в медицински кабинет. Докато работи в здравеопазването, се присъединява към Бруклинската писателска група, получава ценни уроци и започва да пише исторически фен фикшън. Първите ѝ разкази са публикувани през 2011 г. Вдъхновена от средновековната ислямска история се насочва към историческото фентъзи.
Първият ѝ роман „Град от месинг“ от поредицата „Хрониките на Девабад“ е издаден през 2017 г. В историята героинята, младата Нахри, си изкарва прехраната из улиците на Кайро с гледане на ръка, гонене на зли духове, изцеляване и други дребни измами и трикове. Но един ден, с помощта на джина войн Дара, открива съществуването на магия, джинове и скрит магически град, наречен Девабад – легендарният Град от месинг. В него живеят шестте племена на джиновете, които са в прастара вражда, в опасни мрежи на дворцовите интриги, а оцеляването е трудно дори и най-хитрите. Романът става бестселър в списъка на „Ню Йорк Таймс“, номиниран е за наградите „Локус“, Световна награда за фентъзи и други награди, което я прави известна. Книгата е приета през 2020 г. и за екранизация. Следват продълженията ѝ „Царство от мед“ и „Империя от злато“.
През 2023 г. започва новата си поредица „Амина Ал-Сирафи“, която е посветена на приключенията на пират в Индийския океан, събирането на лоялен екип и търсенето на легендарното съкровище.
С. А. Чакраборти живее със семейството си в Ню Джърси.

## Произведения

### Поредица „Хрониките на Девабад“ (Daevabad)
1. The City of Brass (2017)[1][2][3]
Град от месинг, изд.: ИК „Ибис“, София (2019), прев. Вера Паунова
2. Kingdom of Copper (2019)
Царство от мед, изд.: ИК „Ибис“, София (2020), прев. Вера Паунова
3. The Empire of Gold (2020)
Империя от злато, изд.: ИК „Ибис“, София (2021), прев. Вера Паунова

- The River of Silver (2022) – сборник от разкази

### Поредица „Амина Ал-Сирафи“ (Amina Al-Sirafi)
1. The Adventures of Amina Al-Sirafi (2023)

### Разкази
- The Djinn (2011)
- Yerushalom (2011)
- Bilaadi (2012)

### Екранизации
- ?? The City of Brass – тв сериал